# Симон Прокажени
Симон Прокажени или Симон Губавац је личност из Новог завета.
Симон је живео у Битинији и, по свој прилици, био је један болесних које је Исус Христ исцелио од губе, због чега је и добио надимак Губавац.
Он је примио Исуса Христа у свој дом као почасног госта непосредно пре његовог страдања и смрти, тачно два дана пре његовог Васкрсења. На овој вечери је Марија, Лазарева сестра, помазала ноге Господње миром у знак Његовог погреба који је ускоро требало да се деси. Синедрион је већ био издао страшну наредбу да га одмах обавести ако сазна где је Господ, а свима који су га склонили претила је велика невоља.
Архимандрит Никифор је на страницама „Библијске енциклопедије“ написао следеће речи: „Колико је несебичности, колико љубави и оданости човек морао имати према Христу да би Му одржао вечеру у свом дому, а штавише, само двоје дана пре Његовог страдања и смрти! Али то је својство праве вере спојене са љубављу“.